# Anneaux de Saturne
Cet article concerne les anneaux de la planète Saturne. Pour le groupe américain de deathcore, voir Rings of Saturn.

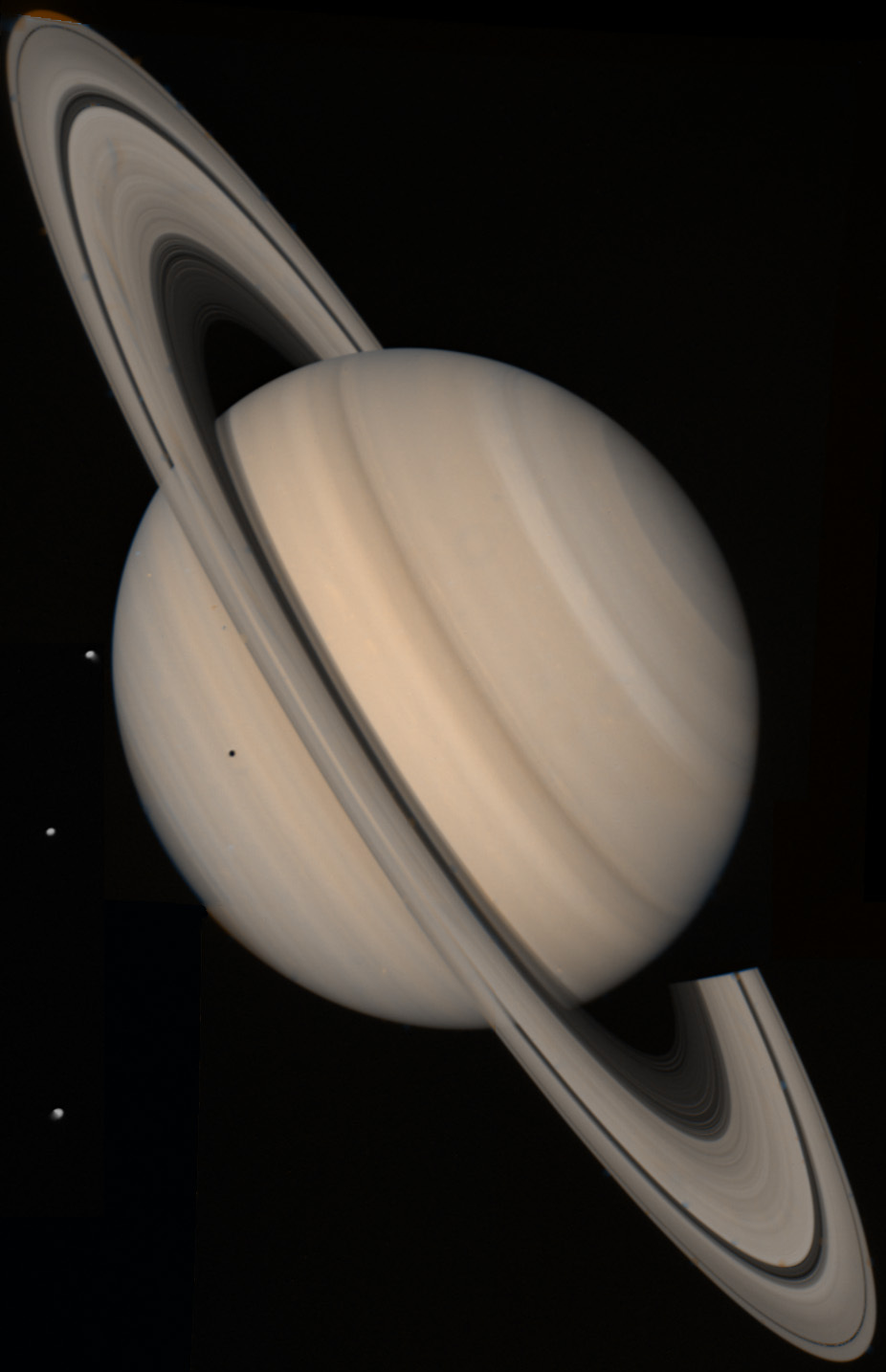
Les anneaux de Saturne.

Les anneaux de Saturne sont les anneaux planétaires les plus importants du Système solaire, situés autour de la géante gazeuse Saturne. Bien qu'ils semblent continus vus depuis la Terre, ils sont en fait constitués d'innombrables morceaux de glace (95 à 99 % de glace d'eau pure selon les analyses spectroscopiques) et de poussières dont la taille varie de quelques micromètres à quelques centaines de mètres ; ils ont chacun une orbite différente. L'ensemble des anneaux forme un disque d'une largeur de 360 000 km (les anneaux principaux s'étendent de 7 000 à 72 000 km) comportant plusieurs divisions de largeurs diverses et d'une épaisseur de 2 à 10 mètres.
Invisibles à l'œil nu depuis la Terre, les anneaux de Saturne ont cependant une brillance suffisante pour être observés avec des jumelles.
Ils ont été aperçus en 1610 par le savant italien Galilée grâce à une lunette astronomique de sa conception. Celui-ci a interprété ce qu'il voyait comme de mystérieux appendices. Bénéficiant d'une meilleure lunette que Galilée, le Hollandais Christiaan Huygens a découvert qu'il s'agit en fait d'un anneau entourant Saturne.
La sonde Cassini de la NASA (dans ses derniers mois de service, publiés en 2017) a montré que la masse des anneaux est faible et qu'une suie micrométéorique pénètre abondamment le système saturnien, ce qui plaide pour une date de formation récente de ces anneaux : quelques centaines de millions d'années peut-être, alors qu'on admettait généralement qu'ils dataient de la formation du Système solaire.

## Observation

### DuXVIIeauXIXesiècle

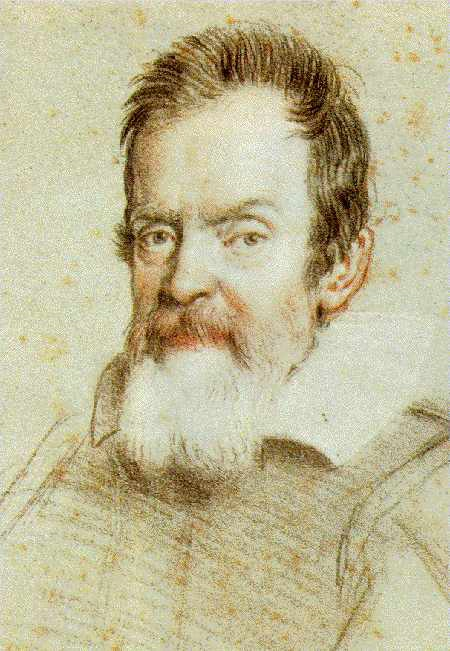
Galilée.

Le savant italien Galilée a été le premier à observer les anneaux de Saturne, le 25 juillet 1610,, à l'aide d'une lunette de sa fabrication, mais il n'a pu en identifier la forme. Il a vu ces « taches » comme « deux serviteurs aidant le vieux et lent Saturne à faire son chemin ». Il a également décrit que Saturne semblait avoir des « oreilles » ou des « anses »,. En 1612, le plan des anneaux était orienté directement vers la Terre, et les anneaux semblaient disparaître. Mystifié, Galilée s'était demandé : « comment Saturne a-t-il avalé ses enfants ? », en faisant référence au dieu de la mythologie romaine Saturne qui dévorait ses propres enfants pour éviter qu'ils ne le renversent. Les anneaux ont été de nouveau visibles, en 1613, et Galilée n'a su qu'en déduire.

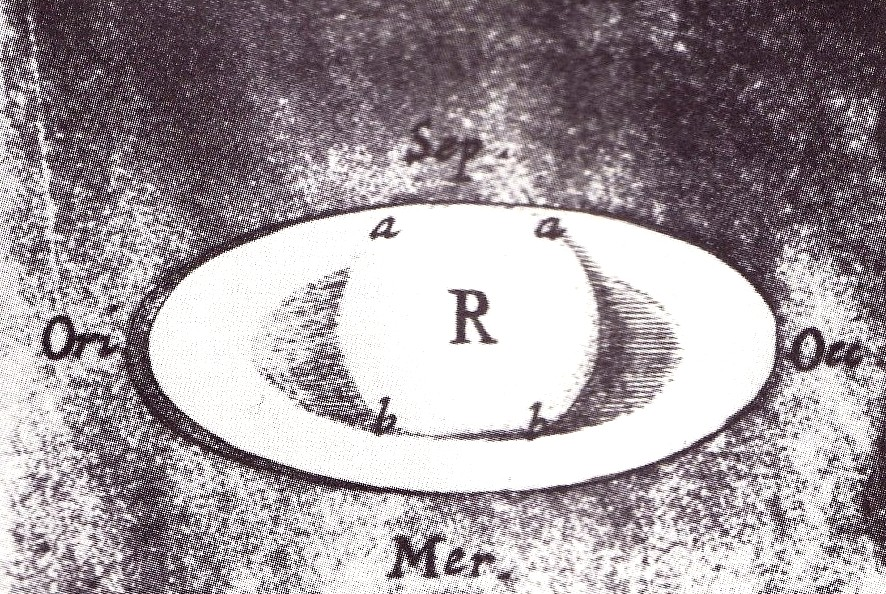
Dans un dessin de 1666, Robert Hooke a noté les ombres (a et b) projetées par la planète et les anneaux l'un sur l'autre.

En 1655, Christiaan Huygens a été le premier à suggérer que Saturne est entourée d'un anneau. Avec un télescope de qualité supérieure à la lunette de Galilée, Huygens a observé la planète et il a écrit, en 1659 qu'« il [Saturne] est entouré par un anneau mince et plat qui ne touche nulle part la planète et qui est incliné sur l'écliptique ». Robert Hooke a également observé les anneaux et il a noté les ombres projetées sur ces derniers.
En 1675, Jean-Dominique Cassini a découvert que l'anneau de Saturne est composé en fait d'un grand nombre d'anneaux concentriques distincts, et il a émis l'hypothèse qu'ils sont constitués de cailloux qui s'entrechoquent. La plus grande des séparations, large de 4 800 km et située entre les anneaux A et B, sera baptisée par la suite « division de Cassini ».
En 1787, Pierre-Simon de Laplace a montré que les anneaux ne peuvent pas être composés d'un grand nombre d'anneaux minces et solides. Il en a conclu que "Les différents anneaux qui entourent le globe de Saturne sont par conséquent des solides irréguliers, d'une largeur inégale[...] en sorte que leurs centres de gravité ne coïncident point avec leurs centres de figure."
En 1859, James Clerk Maxwell a reçu le prix Adams après avoir démontré que les anneaux ne peuvent pas être solides, car ils seraient alors instables et ils se briseraient. Il a suggéré que les anneaux sont composés d'une multitude de morceaux, tous en orbite autour de Saturne. L'hypothèse de Maxwell a été validée en 1895, à la suite des analyses spectroscopiques effectuées par James Edward Keeler depuis l'observatoire Lick.

### XXeetXXIesiècles

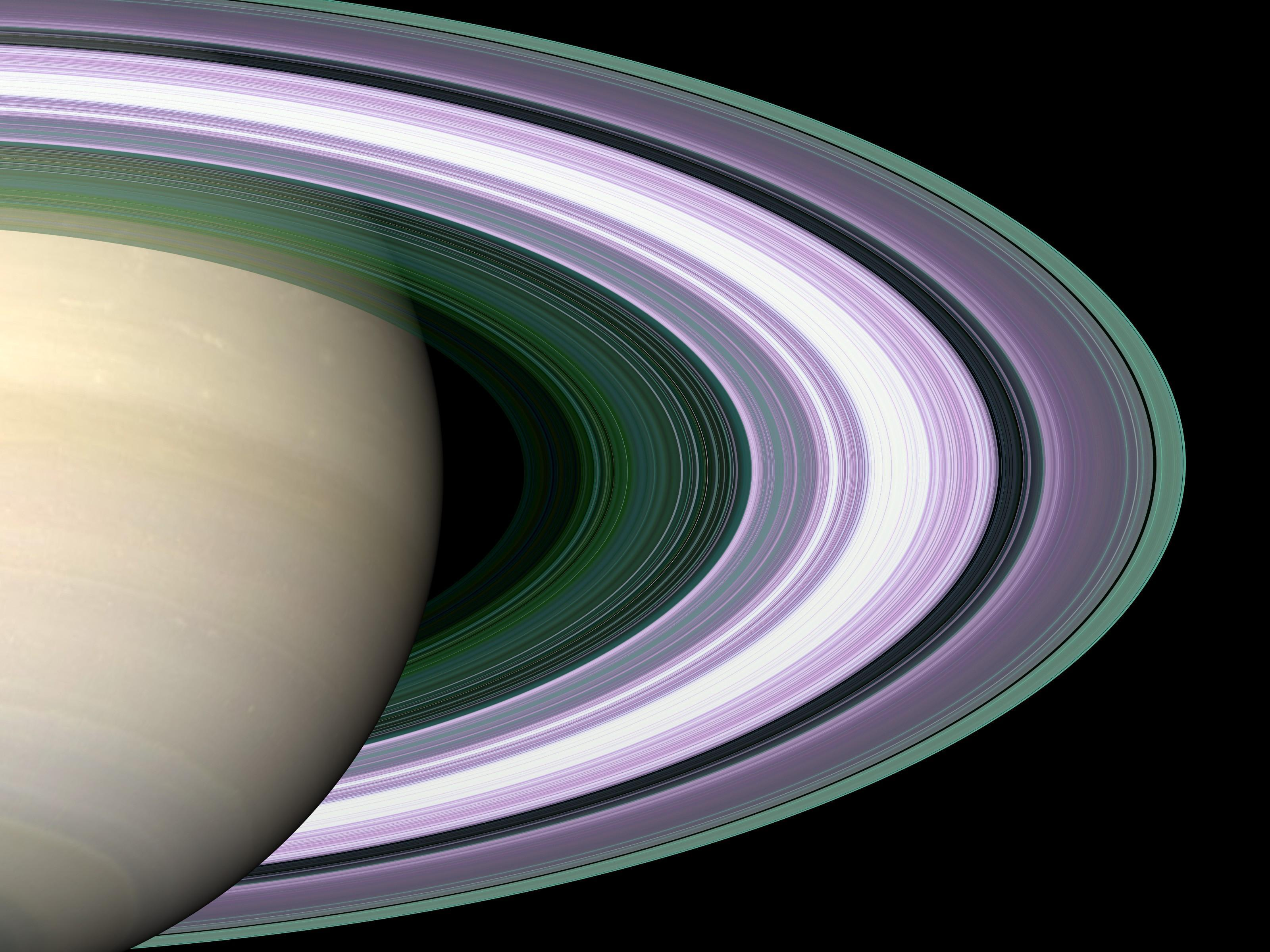
Les anneaux de Saturne.

En octobre 1969, l'astronome français Pierre Guérin a découvert, par des moyens photographiques (à partir de l'Observatoire du Pic du Midi) un quatrième anneau, le plus interne, dans le système des anneaux de Saturne ainsi qu'un espace obscur entre cet anneau et ceux que l'on avait déjà observés. Cette découverte a été effectuée avec les moyens de l'astronomie classique, bien avant le repérage des mêmes structures par la sonde Voyager 1.
En 1980, le passage de la sonde Voyager 1 près de Saturne a révélé des détails jusqu'alors invisibles depuis la Terre, comme les spokes.
En 2004, la sonde Cassini-Huygens s'est placée en orbite autour de Saturne. Elle a apporté des précisions au sujet des spokes et elle a traversé les anneaux à plusieurs reprises.
En octobre 2009, grâce au télescope spatial Spitzer, des astronomes ont découvert un nouvel anneau sous l'orbite de la lune Phœbé, ne pouvant être mis en évidence qu'en infrarouge en raison de sa faible densité. Cet anneau s'étend très loin, jusqu'à 20 fois le diamètre de Saturne : son bord intérieur se situe à environ 6 millions de kilomètres de la surface de la planète tandis que son bord extérieur est à environ 12 millions de kilomètres. Ce dernier et l'anneau qui l'entoure sont probablement à l'origine de l'aspect particulier du satellite de Saturne Japet, qui présente une face noire et l'autre très blanche.

### Photographies

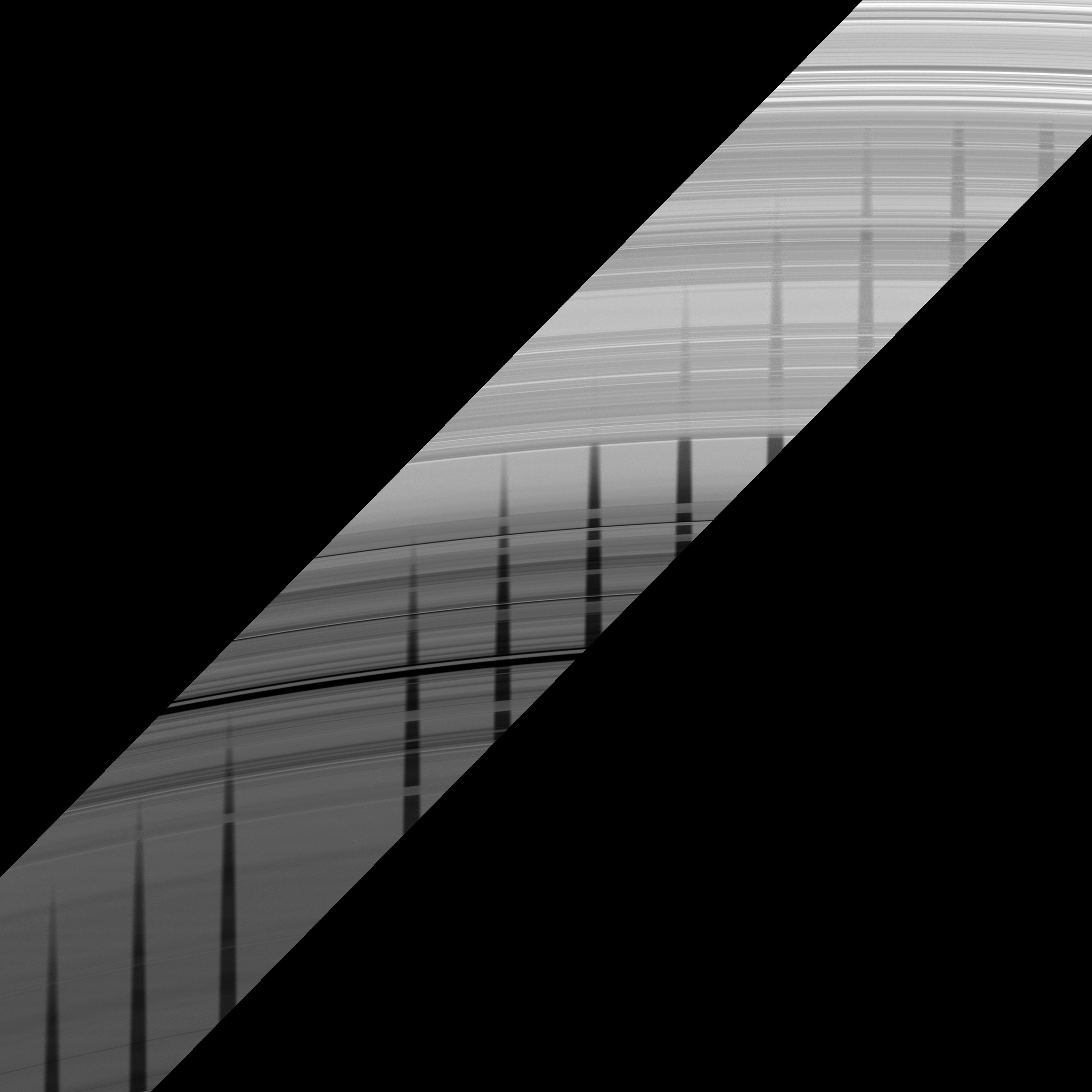
Mosaïque de photos prises par la sonde Cassini de la partie intérieure de l'anneau B et de la partie extérieure de l'anneau C à une période proche de l'équinoxe de Saturne. La mosaïque montre l'ombre projetée par le satellite Mimas sur les anneaux. L'ombre est en partie effacée au niveau de l'anneau B (en haut) du fait de la lumière émise par la planète. La lacune de Maxwell est située un peu en dessous de la photo (partie noire).
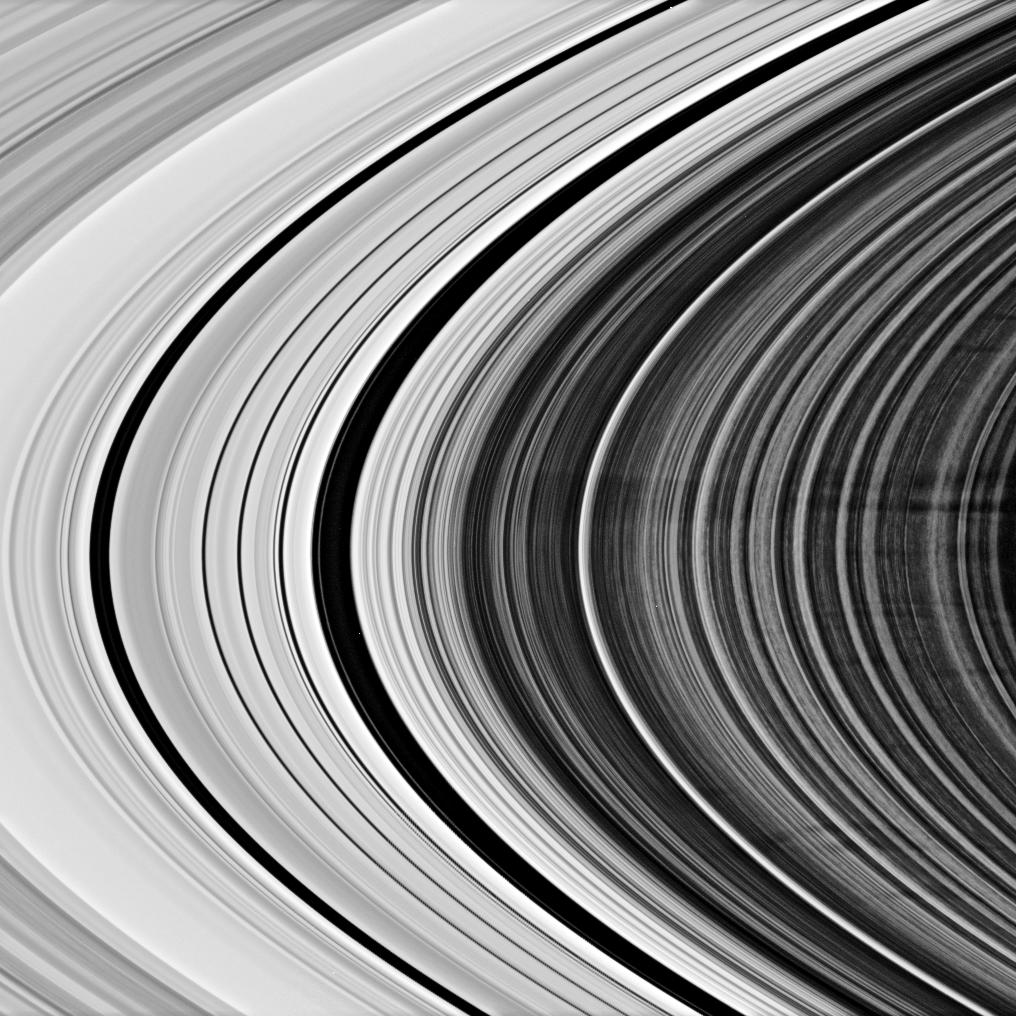
Spokes sombres sur l'anneau B photo prise par la sonde Cassini du côté non éclairé des anneaux. À gauche de la partie centrale de la photo, deux lacunes sont visibles (la plus importante est la lacune de Huighens)
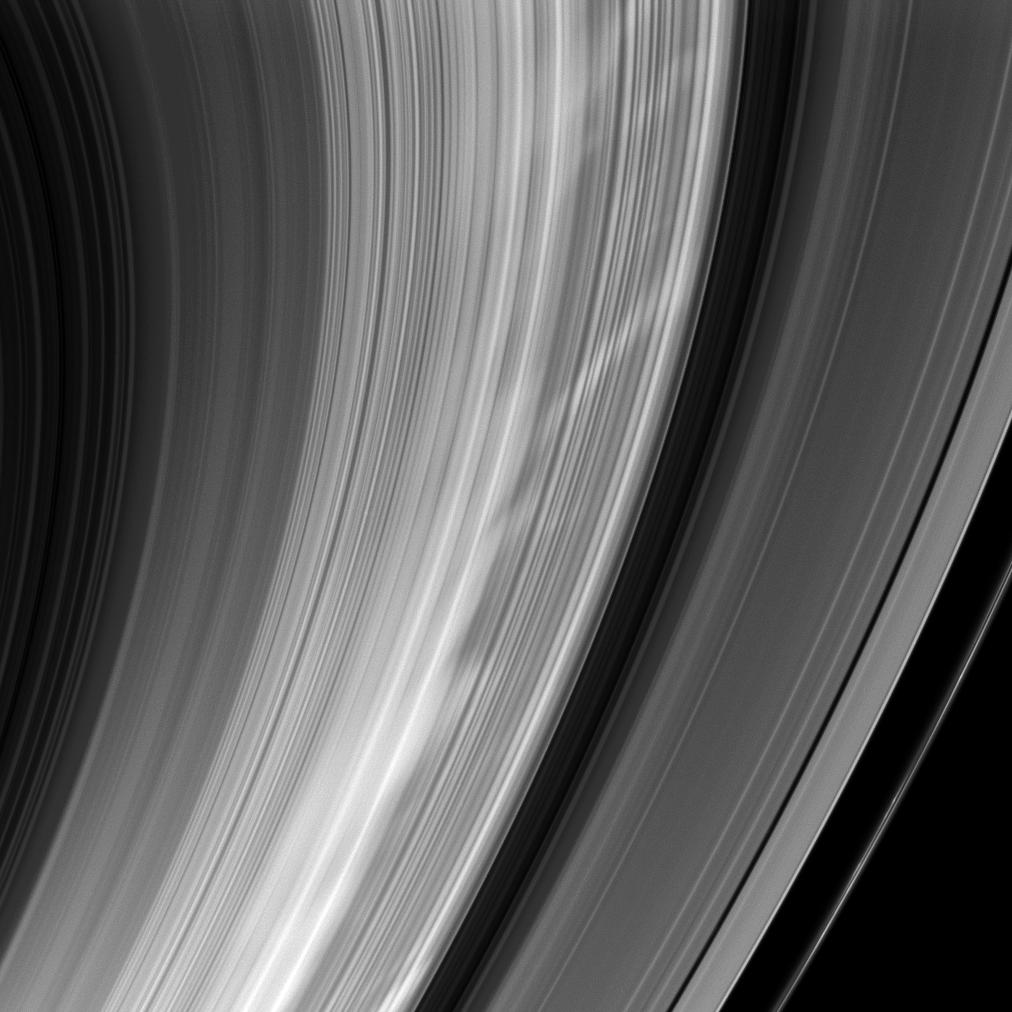
Photo de la division de Cassini prise en 2009 du côté éclairé des anneaux avec des spokes lumineux sur l'anneau B.
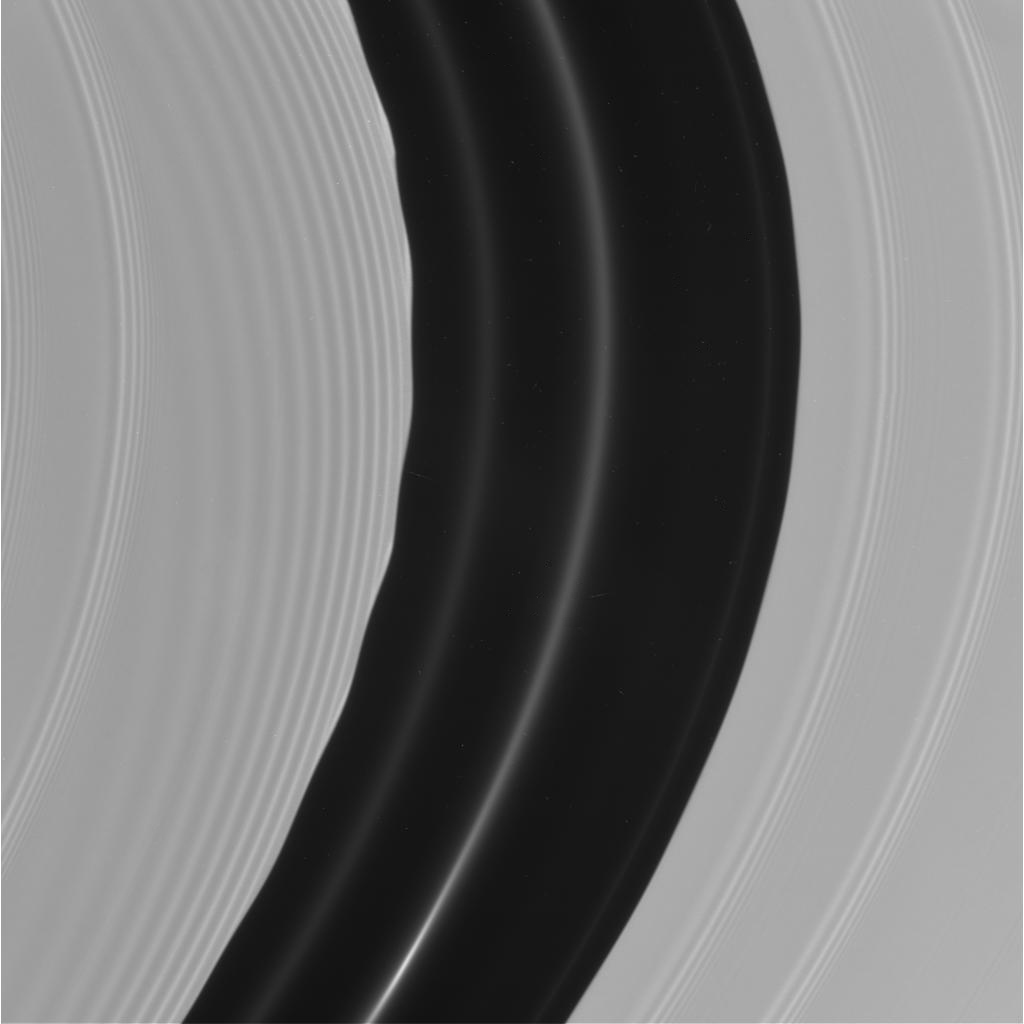
Division de Enke : le déplacement de la lune Pan génère des ondes spiralées dans les anneaux.
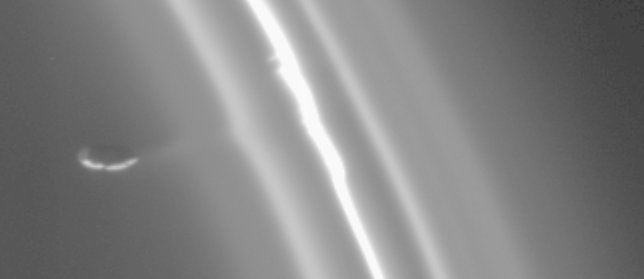
Gros plan sur Prométhée et l'anneau F[d].
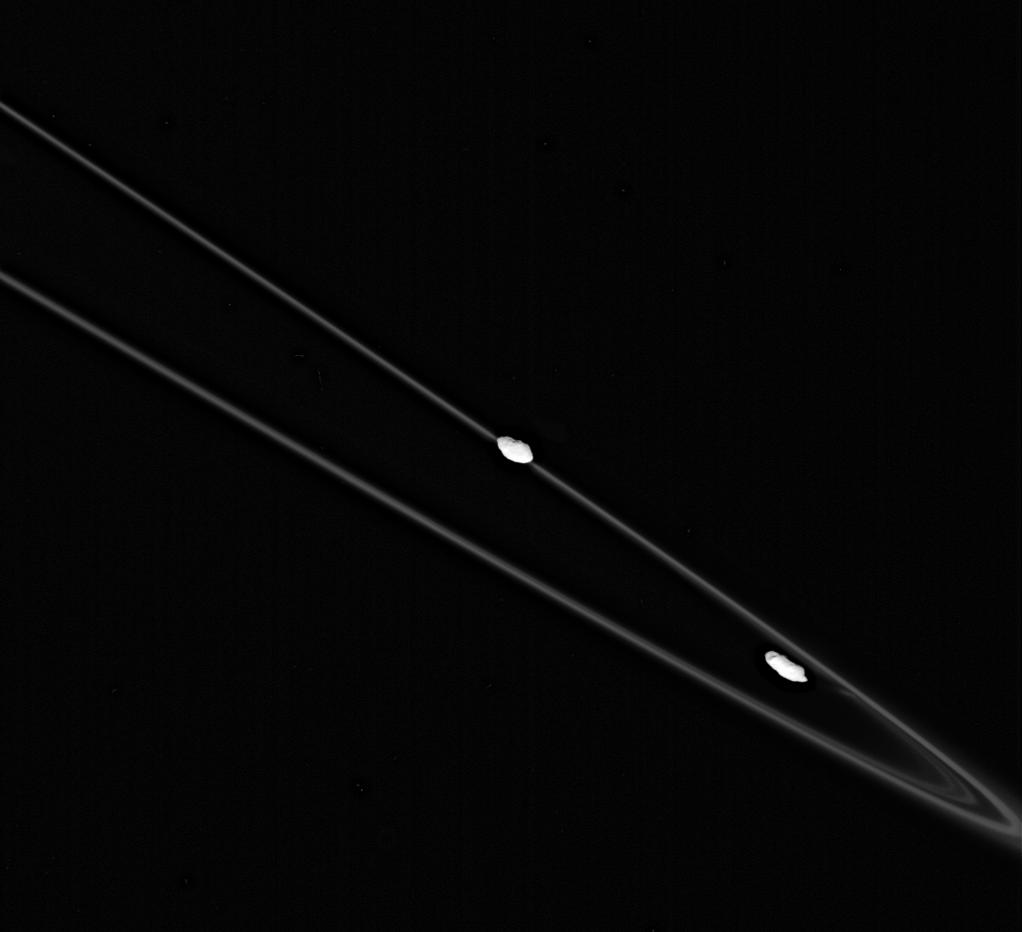
Les lunes Prométhée et Pandore.
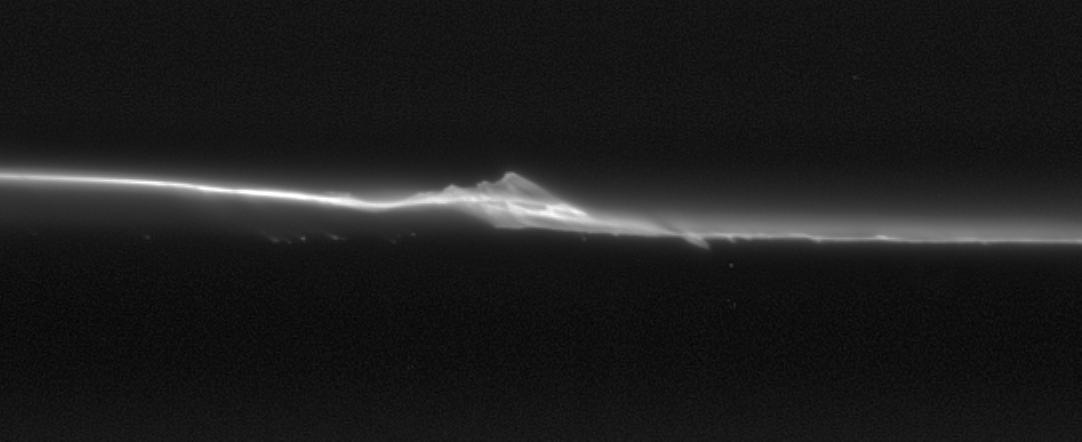
L'anneau F est déformé par de toutes petites lunes circulant très près ou à l'intérieur de l'anneau.
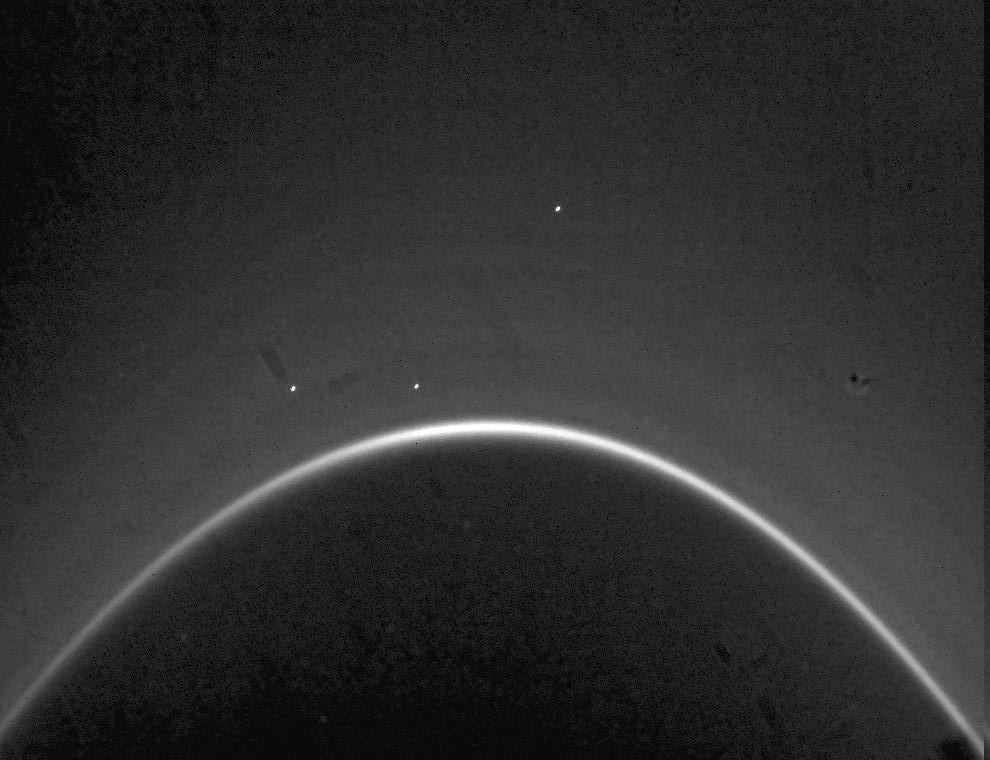
L'ombre de Saturne masque l'anneau G rétroéclairé et son arc intérieur particulièrement brillant[e].

## Caractéristiques physiques

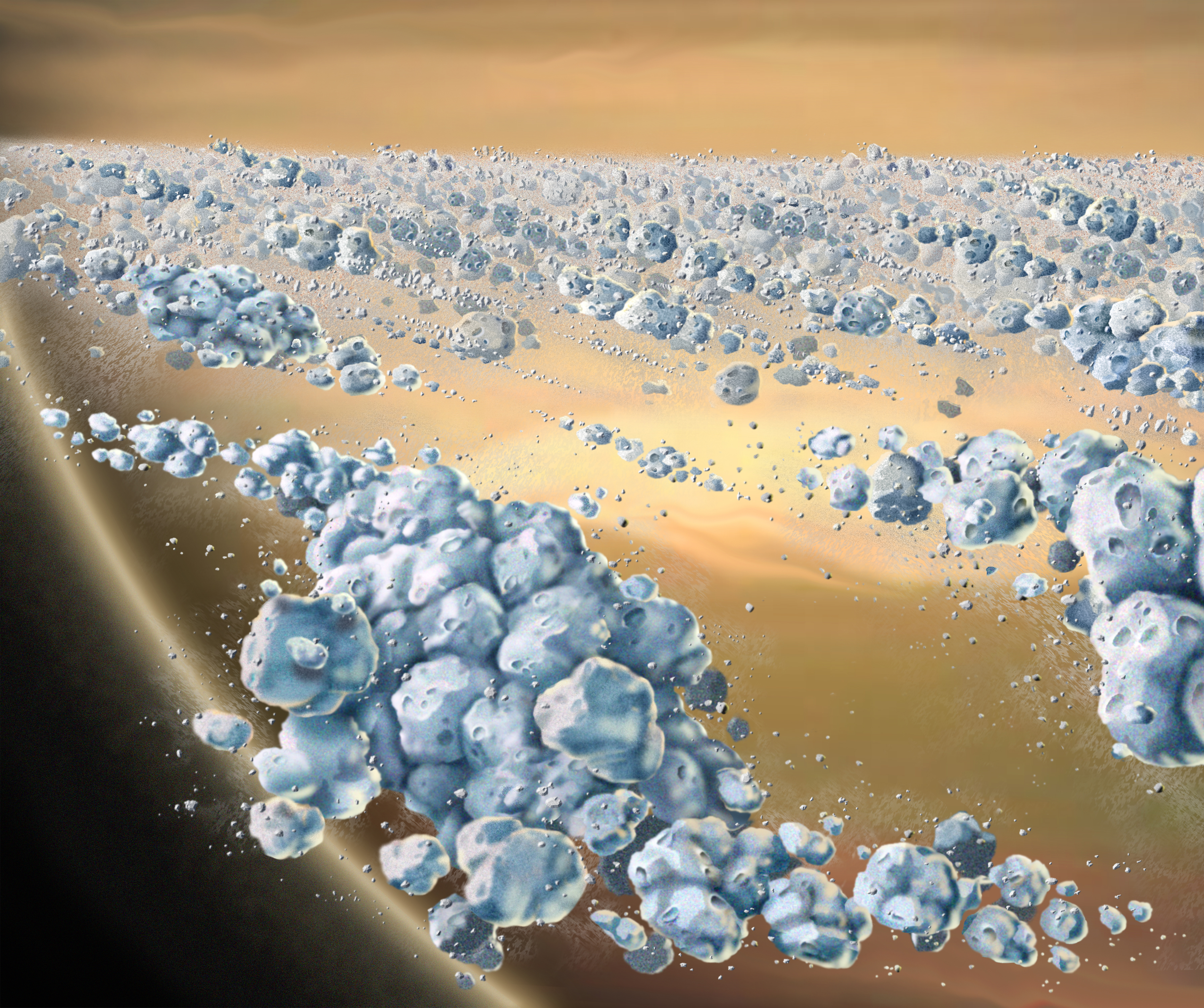
Agrégats de particules de glace qui constituent la partie solide des anneaux de Saturne. Ces formations allongées sont constamment en train de se former puis de se disperser. Les plus grandes d'entre elles ont quelques mètres de long (vision d'artiste de 2007).

Les anneaux principaux s'étendent de 7 000  à   72 000 km à la hauteur de l'équateur de Saturne, avec une épaisseur moyenne estimée de 10 mètres.
Les anneaux sont composés à 99,9 % de particules d'eau gelée avec quelques impuretés pouvant inclure du tholin et des silicates. Les anneaux principaux sont, à la base, composés de particules dont la taille varie de 1 centimètre à 10 mètres. Chaque particule décrit une orbite indépendante autour de Saturne.

### Masse
La sonde Cassini a permis d'estimer la masse totale des anneaux de Saturne (contenue essentiellement dans les anneaux A, B et C) à (1,54 ± 0,49) × 1019 kg, ce qui représente 41% de la masse de Mimas.

### Anneaux distincts

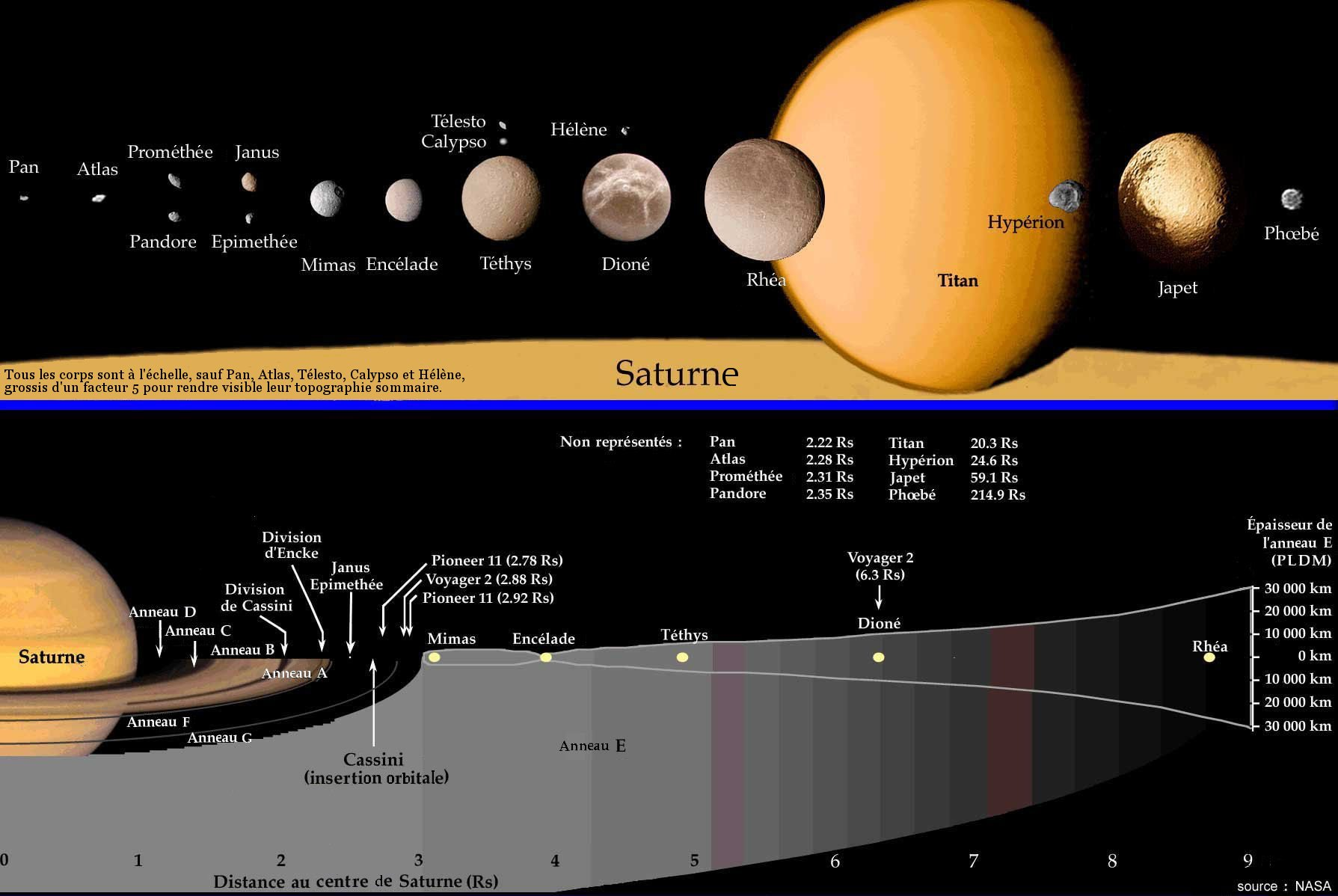
Carte du système saturnien : les anneaux de Saturne et ses satellites.

La nomenclature des anneaux de Saturne est fixée par l'Union astronomique internationale et publiée par celle-ci sur Gazetteer of Planetary Nomenclature. L'Union recense sept « anneaux principaux » (en anglais : main ring, au singulier) dits simplement « anneaux » (ring, au singulier) et désignés par une lettre latine majuscule (de la lettre A à la lettre G), selon un ordre alphabétique correspondant à l'ordre chronologique de leurs découvertes. D'autre part, elle recense des « divisions » (division, au singulier), correspondant à de larges régions séparant deux anneaux principaux, telle la division de Cassini qui sépare les anneaux B et A. Enfin, elle recense des « lacunes » (gap, au singulier) au sein d'un anneau principal.
Voici une liste des anneaux de Saturne, des divisions qui les séparent ainsi que des « lacunes » qu'ils comprennent, classés par rayon interne croissant.
| Nom                                        | Rayon interne (km)[réf. incomplète] | Rayon interne (RS) | Rayon externe (km) | Rayon externe (RS) | Largeur (km) | Épaisseur (m) |
| ------------------------------------------ | ----------------------------------- | ------------------ | ------------------ | ------------------ | ------------ | ------------- |
| Anneau D                                   | 66 900                              | 1,110              | 74 510             | 1,236              | 7 610        |               |
| Anneau C                                   | 74 658                              | 1,239              | 92 000             | 1,527              | 17 342       | 5             |
| • Lacune de Colombo                        | 77 800                              | —                  | —                  | —                  | 100          | —             |
| • Lacune de Maxwell                        | 87 500                              | —                  | —                  | —                  | 270          | —             |
| • Lacune de Bond                           | 88 690                              | —                  | 88 720             | —                  | 30           | —             |
| • Lacune de Dawes                          | 90 200                              | —                  | 90 220             | —                  | 20           | —             |
| Anneau B                                   | 92 000                              | 1,527              | 117 580            | 1,951              | 25 580       | 3 - 4         |
| Division de Cassini                        | 117 500                             | 1,95               | 122 200            | 2,03               | 4 700        |               |
| • Lacune de Huygens                        | 117 680                             | —                  | —                  | —                  | 285 - 440    | —             |
| • Lacune de Herschel                       | 118 183                             | —                  | 118 285            | —                  | 102          | —             |
| • Lacune de Russell                        | 118 597                             | —                  | 118 630            | —                  | 33           | —             |
| • Lacune de Jeffreys                       | 118 931                             | —                  | 118 969            | —                  | 38           | —             |
| • Lacune de Kuiper                         | 119 403                             | —                  | 119 406            | —                  | 3            | —             |
| • Lacune de Laplace                        | 119 848                             | —                  | 120 086            | —                  | 238          | —             |
| • Lacune de Bessel                         | 120 236                             | —                  | 120 246            | —                  | 10           | —             |
| • Lacune de Barnard                        | 120 305                             | —                  | 120 318            | —                  | 13           | —             |
| Anneau A                                   | 122 170                             | 2,027              | 136 775            | 2,269              | 14 605       | 20 - 40       |
| • Lacune d'Encke,                          | 133 589                             | 2,216              | —                  | —                  | 325          |               |
| • Lacune de Keeler                         | 136 530                             | 2,265              | —                  | —                  | ~ 35         | —             |
| Division de Roche (ex-division de Pioneer) | 136 770                             | —                  | 139 380            | —                  | ~ 2 600      | —             |
| • R/2004 S 1                               | 137 630                             | 2,284              | —                  | —                  | ?            | —             |
| • R/2004 S 2                               | 138 900                             | 2,305              | —                  | —                  | ?            | —             |
| Anneau F                                   | 140 180                             | 2,326              | —                  | —                  | 30 - 500     |               |
| R/2006 S 1 (dit de Janus et Épiméthée)     | ~ 151 500                           | —                  | —                  | —                  | —            | —             |
| Anneau G                                   | 170 000                             | 2,82               | 175 000            | 2,90               | 5 000        | 105           |
| Anneau E                                   | 181 000                             | 3                  | 483 000            | 8                  | 302 000      | —             |
| • R/2006 S 5, (dit de Méthone)             | ~ 194 230                           | —                  | —                  | —                  | —            | —             |
| • R/2007 S 1 (dit d'Anthée)                | ~ 197 655                           | —                  | —                  | —                  | —            | —             |
| Anneau de Phœbé                            | ~ 6 000 000                         | 50                 | ~12 000 000        | 100                | 6 000 000    | 2,4 × 109     |

### Dynamique

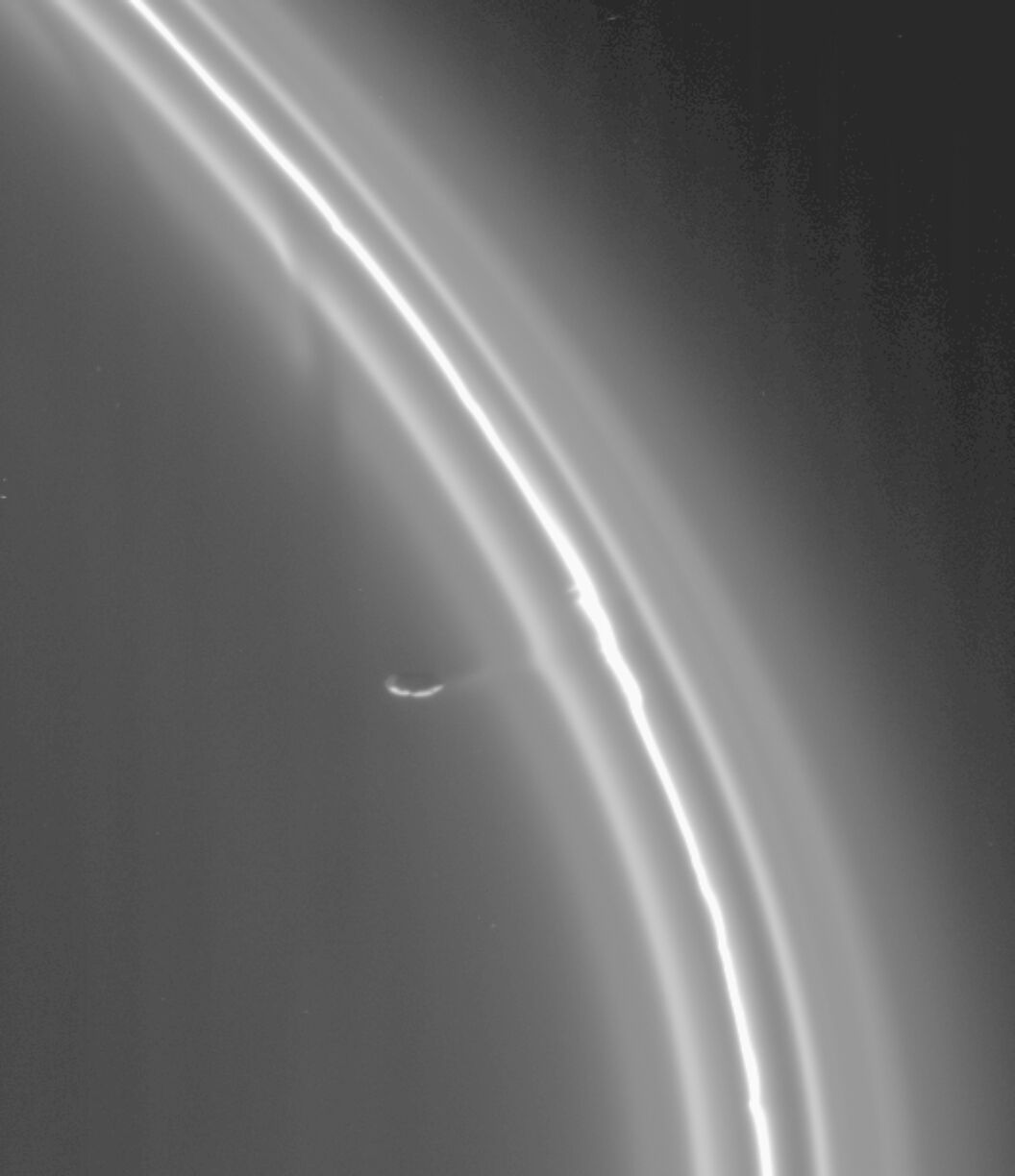
Le satellite berger Prométhée.

Les lacunes entre les anneaux résultent des interactions gravitationnelles entre les nombreuses lunes de Saturne et les anneaux eux-mêmes. Les phénomènes de résonance jouent également un rôle : ceux-ci se produisent lorsque le rapport des périodes orbitales entre le satellite et les anneaux est un nombre entier. Ainsi, la division de Cassini résulte de l'influence de la lune Mimas. Certaines des plus petites lunes circulent dans les lacunes ou au bord des anneaux et stabilisent ainsi leur structure : on leur donne pour cette raison le nom de satellites bergers. Ainsi, Pandore et Prométhée confinent les particules de l’anneau F, Prométhée arrachant même périodiquement des filaments de matière à ce dernier. Le survol rapproché par la sonde Cassini des satellites bergers a permis de montrer que ceux-ci accrètent de la matière en provenance des anneaux de façon non négligeable.
La sonde spatiale Cassini a effectué des mesures et pris des photographies qui ont révélé que les bords des anneaux et la séparation entre les anneaux sont encore plus marqués qu'on ne l'avait estimé : on avait émis l'hypothèse qu'il subsistait dans les lacunes des morceaux de glace, mais ce n'est pas le cas.
L'épaisseur extrêmement faible des anneaux est due aux collisions entre les particules. Chaque particule de glace tourne individuellement autour de Saturne. Ainsi, si un morceau de glace se situe au-dessus de la surface de l'anneau, il va à chaque orbite autour de Saturne traverser l'anneau : les collisions durant la traversée de l'anneau auront tendance à la longue à réduire la composante perpendiculaire de sa vitesse et de fait à réduire l'épaisseur de l'anneau.

#### Agitation des anneaux

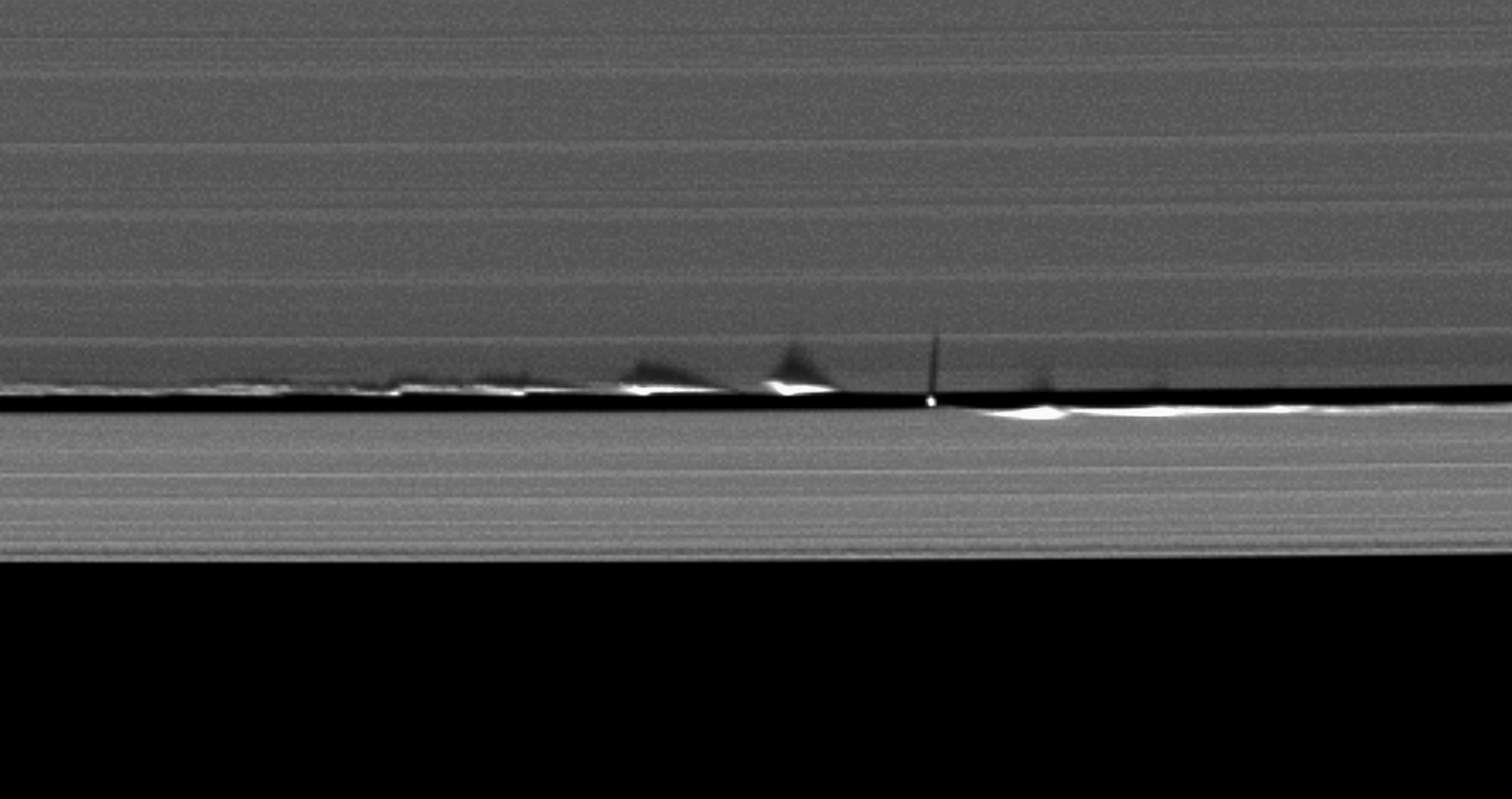
Instabilités provoquées par Daphnis dans les anneaux.

Il règne dans les anneaux une agitation permanente : vagues, collisions, accumulations de matières.
La vie agitée des anneaux de Saturne a commencé à être étudiée depuis les missions américaines « Voyager ». Les astronomes ont pu alors constater qu'ils étaient faits d'une multitude de sillons « à la manière d'un tissu en velours côtelé ».
De juillet 2004 à septembre 2017, la sonde Cassini, en orbite autour de Saturne, a fourni des images de très grande qualité de la planète et de ses anneaux. Selon les théories actuelles, l'effervescence dans les anneaux serait due à la cinquantaine de satellites de Saturne :
- certains sont situés à l'intérieur même des anneaux ;
- d'autres sont situés à l'extérieur, mais créent à distance, et sur des temps très longs, des vagues à la surface des anneaux, selon le même principe que la vibration d'un tambour ;
- quelques satellites sont situés entre les anneaux, et même s'ils ont pour la plupart des corps relativement petits — d'une centaine de kilomètres de long — ils seraient à l'origine de nombreuses perturbations qui déplacent les particules composant les anneaux.

La sonde Cassini a permis d'améliorer de manière importante la connaissance du mécanisme des anneaux, en particulier pour tout ce qui concerne leur évolution. L'anneau F a fait l'objet d'une étude approfondie ; les effets de marée sont si forts qu'aucun satellite n'y survit et on n'y trouve que de fines particules. L'anneau F est entouré de deux satellites, Prométhée et Pandore, ses satellites bergers, qui sont à l'origine de sa finesse. Toutes les quinze heures, le satellite Prométhée se rapproche de l'anneau et y crée de véritables saignées, en attirant à lui de la matière par sa masse. Il brise l'anneau et l'ensemble de ces morceaux forme une spirale géante qui s'étale dans tout l'anneau. Phénomène encore plus curieux : la sonde Cassini a permis de mettre en évidence l'existence de satellites éphémères, toujours à l'intérieur de l'anneau F, qui disparaissent aussi rapidement qu'ils se forment.

### Spokes
Jusqu'en 1980, on pensait que la structure des anneaux de Saturne était uniquement liée à l'action des forces gravitationnelles. Mais, les images envoyées par la sonde spatiale Voyager 1 confirmèrent la présence de bandes sombres dans les anneaux perpendiculaires à ceux-ci appelés spokes (rayons de bicyclette) qui ne peuvent pas être expliqués par ces seules forces, car leur persistance et leur déplacement dans les anneaux ne sont pas compatibles avec les lois de la mécanique céleste. Les rayons paraissent tantôt sombres, tantôt lumineux, selon l'incidence de la lumière (voir les images dans la galerie), la transition se produisant lorsque l'angle de phase est proche de 45°. Les spokes se déplacent de manière quasi synchrone avec la magnétosphère de Saturne, aussi la principale théorie est qu'ils sont constitués de particules de poussières microscopiques en suspension au-dessus de la surface de l'anneau principal maintenus à distance par les forces de répulsion électrostatiques. Le mécanisme précis de génération des spokes est encore inconnu, bien qu'il ait été suggéré que les perturbations électriques puissent être engendrées par des éclairs dans l'atmosphère de Saturne ou les impacts de micrométéorites sur les anneaux.
Les spokes ne seront plus observés de près jusqu'à l'arrivée de la sonde spatiale Cassini vingt-cinq ans plus tard dans la banlieue de Saturne. Les photos prises par la sonde à son arrivée début 2004 ne font plus apparaître de spokes. Certains scientifiques émirent alors l'hypothèse que le phénomène ne serait plus visible avant 2007 en s'appuyant sur la théorie utilisée pour expliquer leur formation. Mais l'équipe de Cassini chargée de l'imagerie continua à rechercher leur présence dans les anneaux et les spokes furent détectés le 5 septembre 2005.
Les spokes semblent être un phénomène saisonnier, qui disparaît au milieu de l'hiver saturnien ainsi qu'au milieu de l'été et réapparaît lorsque Saturne est proche de l'équinoxe. L'hypothèse selon laquelle les spokes constituent un phénomène saisonnier, lié à la durée d'une année orbitale de Saturne (29,7 ans), semble confirmée par leur réapparition progressive durant les dernières années de la mission Cassini.

## Origine et évolution

### Origine
Le consensus scientifique a été jusqu'en 2017 que les anneaux remonteraient à la formation de Saturne elle-même, cependant des travaux récents tendent à indiquer que ceux-ci seraient en fait vieux de 100 millions d'années environ. Une autre étude parue en janvier 2019 revoit cet âge à la baisse : entre 10 et 100 millions d'années. La même année, une autre étude affirme que l'hypothèse des anneaux jeunes n'est pas totalement satisfaisante et que les observations de la sonde Cassini sont tout autant compatibles avec un âge voisin de celui du Système solaire. Il existe deux théories dominantes concernant leur mode de formation.
Selon une de ces deux théories, proposée initialement par Édouard Roche au XIXe siècle, les anneaux étaient autrefois une lune géante de Saturne dont l'orbite diminua jusqu'à ce que les forces de marée générées par la planète géante Saturne la pulvérisent (la limite de Roche est de 140 000 km pour Saturne, ce qui correspond au bord externe des anneaux). L'ancienne lune géante subit le phénomène de migration planétaire, les forces de marée disloquent ce satellite différencié, le manteau du satellite allant former les anneaux tandis que son noyau tombe sur Saturne. Une variante de cette théorie, déjà esquissée en 1654 par Christiaan Huygens, est que la lune s'est désintégrée après avoir été heurtée par une grosse comète, un astéroïde (théorie analogue à celle de l'hypothèse de l'impact géant). Cette hypothèse est rendue difficile à défendre[pourquoi ?] par le fait que l'orbite synchrone de Saturne est de 10 h. Selon la deuxième théorie, les anneaux ne sont pas les débris d'une lune mais les restes du disque d'accrétion de la nébuleuse à partir de laquelle Saturne s'est formée. La conservation du moment cinétique et la perte d'énergie due aux chocs entre les débris ont pour conséquence que cette perte est plus forte dans le plan vertical que le plan horizontal, d'où l'aplatissement des anneaux par la rotation képlérienne, aplatissement qui finirait par atteindre la limite de Roche, donnant naissance à des satellites. Certains astrophysiciens comme Sébastien Charnoz ou Julien Salmon pensent même que les anneaux actuels ne sont pas les seuls que la géante gazeuse ait connus au cours de son histoire, les anneaux massifs originels disparaissant au profit des satellites qui redonnent naissance aux anneaux par migration planétaire.
L'éclat et la pureté de la glace d'eau composant les anneaux de Saturne ont été cités pour appuyer une théorie selon laquelle ils seraient beaucoup plus jeunes que Saturne, peut-être de 100 millions d'années, car dans le cas contraire l'accumulation de poussières météoriques aurait conduit à un assombrissement des anneaux. Toutefois, de nouvelles recherches indiquent que l'anneau B pourrait être assez massif pour diluer le matériau météorique et éviter ainsi un assombrissement notable sur une durée s'étendant presque jusqu'à la naissance du Système solaire. Le matériau constituant l'anneau est recyclé : des agrégats se forment puis sont dispersés par les collisions. Ce cycle expliquerait l'apparente jeunesse de certains des agrégats observés au sein des anneaux. Fin 2017, étant donnée l'importance des entrées de suies micrométéoritiques dans le système des anneaux, l'hypothèse d'anneaux plus jeunes qu'attendus pourrait prévaloir.
L'équipe de Cassini UVIS, dirigée par Larry Esposito, a utilisé l'occultation stellaire pour découvrir 13 objets, allant de 27 mètres à 10 km de diamètre, à l'intérieur de l'anneau F. Ils sont translucides, laissant penser que ce sont des agrégats temporaires de blocs de glace de quelques mètres de diamètre. Esposito est convaincu que c'est la structure de base des anneaux de Saturne : les particules s'agrègent entre elles avant se disperser.
En orbite à l'extérieur des anneaux, quoique certaines soient comprises dans la masse, se trouvent plusieurs petites lunes associées aux anneaux, ce qui est une configuration typique des anneaux de toutes les planètes géantes gazeuses du Système solaire. Toutefois, les trois autres systèmes d'anneaux ne représentent, ensemble, qu'une petite fraction du volume des anneaux de Saturne. Les particules des anneaux de Saturne présentent également la particularité d'être bien plus lumineuses que celles des trois autres systèmes.

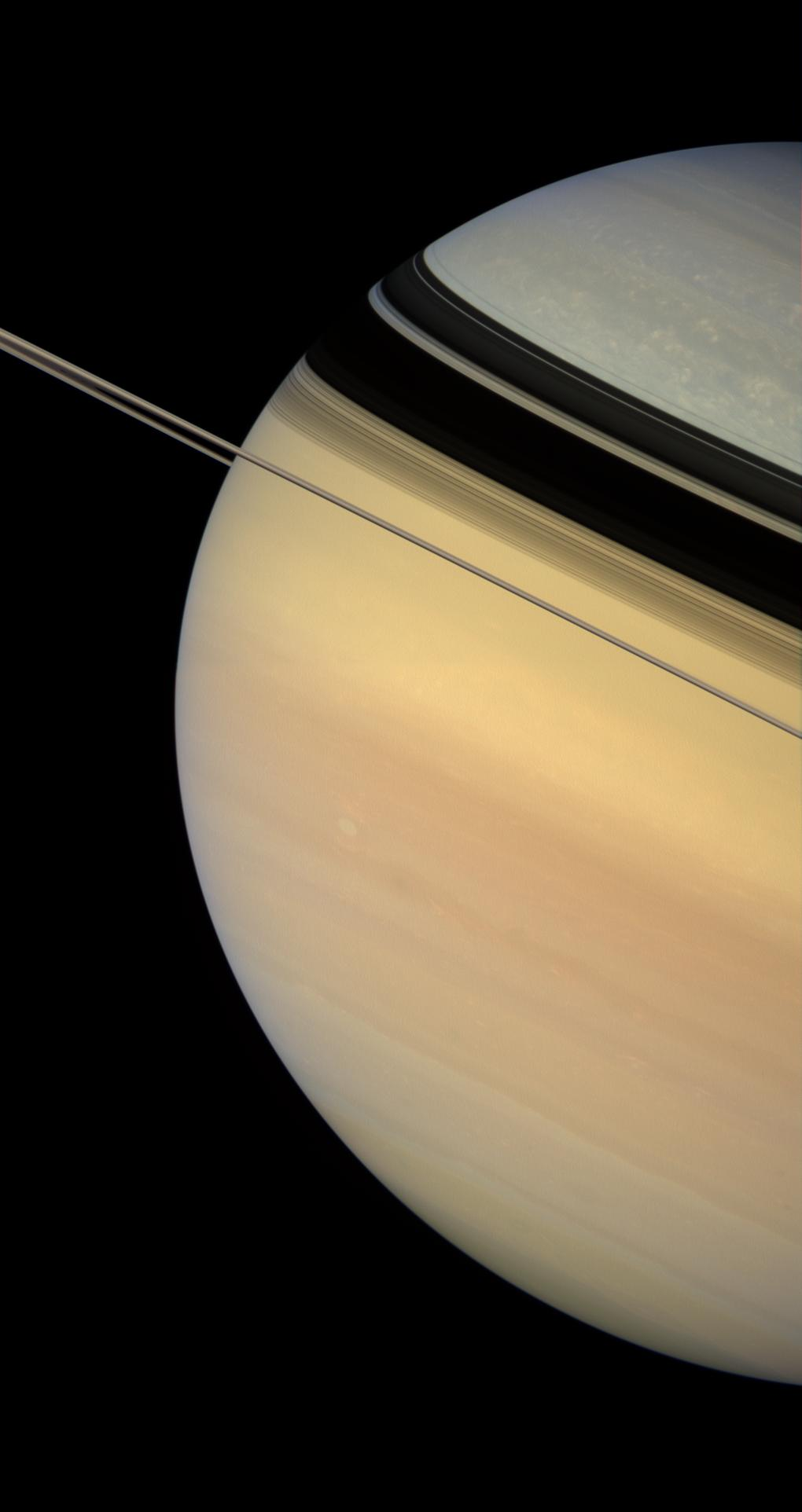
Des anneaux de Saturne projettent leur ombre sur la planète (bandes noires). Photo publiée le 1er mars 2007.

Depuis la Terre, trois anneaux sont visibles : deux anneaux principaux (A et B) et un anneau moins visible. L'espace entre A et B est connu sous le nom de « division de Cassini ». L'anneau A est divisé par une lacune moins visible, appelée division d'Encke (même s'il est probable que l'astronome Encke ne l'ait jamais observée). Les sondes Voyager ont détecté quatre autres anneaux nettement moins visibles. Les astronomes identifient dans les anneaux de Saturne 13 formations distinctes : les anneaux D, C, B, A, la division d'Encke, la division de Keeler, R/2004 S 1, R/2004 S 2, les anneaux F, G, E, la division de Cassini et la division de Guérin.
Les anneaux de Saturne s'étendent sur plus de 400 000 km, mais sont cependant très fins. À l'exception de l'anneau le plus externe, ils ne dépassent pas 1 km d'épaisseur. Si le matériau contenu dans les anneaux était rassemblé pour former une lune, celle-ci n'aurait pas plus de 100 km de diamètre.
L'anneau F, l'un des plus externes, est une structure extrêmement complexe formée de plusieurs anneaux plus petits « noués » entre eux. L'origine de ces nœuds est inconnue mais est probablement gravitationnelle. L'anneau E, le plus externe, s'étend sur 240 000 km et s'épaissit progressivement jusqu'à l'orbite d'Encelade atteignant une épaisseur de 60 000 km.
Les anneaux de Saturne entretiennent des relations complexes avec certains des satellites de Saturne. Il est établi que certains de ceux-ci, baptisés satellites bergers (Atlas, Prométhée et Pandore), sont indispensables pour la stabilité des anneaux, que Janus, Prométhée, Épiméthée, Pandore et Atlas se sont formés il y a 100 millions d'années à partir de l'étalement des anneaux dû à la rotation képlérienne qui les fait dépasser la limite de Roche. Mimas semble responsable de la division de Cassini, Pan est situé à l'intérieur de la division d'Encke. Le système global des anneaux est complexe et encore mal connu en 2009.
En 2023, une étude des mesures obtenues entre 2004 et 2017 par le Cosmic Dust Analyzer de la sonde Cassini permet d'établir le taux annuel de contamination des particules de glace des anneaux par des poussières interplanétaires (provenant de la ceinture de Kuiper, du nuage de Oort et certaines d'en dehors du Système solaire) ainsi que le pourcentage actuel de cette contamination. La comparaison des deux indique pour les anneaux un âge bien inférieur à celui de Saturne (de l'ordre de 4,5 Ga), seulement 100 à 400 Ma,.
En 2024, cette évaluation est remise en question par le fait que cette contamination pourrait être compensée par une vaporisation des poussières en raison de la température très élevée atteinte lors de l'impact, ce qui rendrait plausible un âge de 4 milliards d'années,. 

### Prévisions d'évolution
Des simulations fondées sur la mécanique céleste avaient indiqué que les anneaux sont des structures stables à long terme malgré de nombreux changements de forme. Cependant, en 2018, une étude a montré, via l'étude des ions H+ dans l'ionosphère de Saturne, que ses anneaux auront disparu dans environ 292 millions d'années (avec un intervalle de confiance de 942 millions d'années) et devaient probablement être plus majestueux à leur origine.
Sous l'effet conjugué des rayons ultraviolets du Soleil et des nuages de plasma causé par les micrométéorites, les particules de glace d'eau des anneaux se chargent électriquement, puis sont attirés par le champ magnétique de Saturne et finissent par tomber à sa surface sous forme de pluie. La perte de volume d'eau et de matière est estimée entre 432 et 2 870 kg par seconde ; une quantité suffisante pour remplir une piscine olympique toutes les trente minutes,.